# مزرعة سنيبر
مزرعة سنيبر هي إحدى القرى اللبنانية من قرى قضاء صيدا في محافظة الجنوب.